# Limán del Bug y Dniéper
El  limán del Bug y Dniéper (en ucraniano: Дніпровсько-Бузький лиман) es un estuario abierto, o limán, de dos ríos: el Bug y el Dniéper. Está localizado en Ucrania, en las óblasts de Mykoláiv y de Jersón, en la costa norte del mar Negro y está separado de él por la península de Kimburn y el cabo de Ochákiv. 

## Descripción

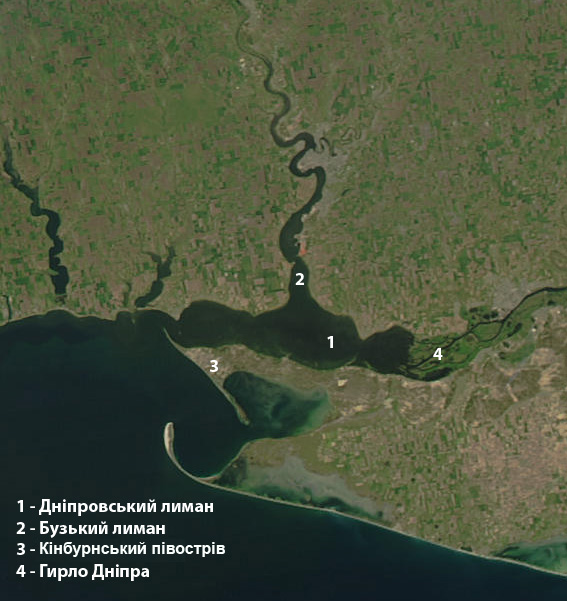
1– Limán del Dniéper; 2– Limán del Bug; 3– Península de Kinburn; 4– Desembocadura del Dniéper

El estuario está compuesto por dos limanes: el del Dniéper y el del Bug. La profundidad media es 6–7 metros  y la profundidad máxima de 22 metros.
El estuario es importante para transporte, recreación, y explotación pesquera. El puerto más importante es Ochákiv.

## Acontecimientos históricos
El limán fue testigo de batallas navales durante  la guerra ruso-turca de 1787-1792. El asedio de Ochákiv fue un acontecimiento clave en aquella guerra, que vió enfrentarse a la Flotilla del Dniéper de Samuel Bentham, la flota de alta mar de John Paul Jones, y la armada otomana  en la Primera Batalla del Limán del 7 de junio de 1788 y la Segunda Batalla del Limán del 16 y 17 de junio.

## Sitios importantes
Las ruinas de Olbia Póntica están en el limán del Bug, justo en su desembocadura.
Hay una isla artificial que frecuentemente se confunde con la isla Berezán, pero es de hecho la isla Pervomaiski.